# Dzietkowo
Dzietkowo (biał. Дзеткава; ros. Детково) – wieś na Białorusi, w obwodzie witebskim, w rejonie postawskim, w sielsowiecie Kuropole.

## Historia
W czasach zaborów w gminie Postawy, w powiecie dzisieńskim, w guberni wileńskiej Imperium Rosyjskiego.
W dwudziestoleciu międzywojennym wieś leżała w Polsce, w województwie wileńskim, w powiecie duniłowickim, od 1926 w powiecie dziśnieńskim, w gminie Postawy, a następnie w gminie Woropajewo.
Według Powszechnego Spisu Ludności z 1921 roku zamieszkiwało tu 181 osób, 5 było wyznania rzymskokatolickiego a 176 prawosławnego. Jednocześnie 6 mieszkańców zadeklarowało polską a 175 białoruską przynależność narodową. Były tu 33 budynki mieszkalne. W 1931 w 42 domach zamieszkiwało 191 osób.
Wierni należeli do parafii rzymskokatolickiej w Postawach i prawosławnej w Kozianach. Miejscowość podlegała pod Sąd Grodzki w Postawach i Okręgowy w Wilnie; właściwy urząd pocztowy mieścił się w m. Krupole.
W 1938 roku miejscowość należała do gromady Dzietkowo gminy Postawy.
Po agresji ZSRR na Polskę w 1939 roku wieś znalazła się w granicach BSRR. W latach 1941–1944 była pod okupacją niemiecką. Następnie leżała w BSRR. Od 1991 roku w Republice Białorusi.